# Carlos de Haes
Carlos de Haes (Bruselas, 27 de enero de 1826-Madrid, 17 de junio de 1898) fue un pintor y grabador español de origen belga. 
Se lo puede clasificar como paisajista dentro de la tendencia general del realismo. Fue uno de los más activos maestros de la Cátedra de Paisaje en la Escuela Superior de la Academia de Bellas Artes de San Fernando de Madrid desde 1857. De entre la nutrida generación de alumnos que formó cabe destacar a Jaime Morera, Aureliano de Beruete, Agustín Riancho y Darío de Regoyos.

## Biografía
Nacido en Bruselas en 1826, primogénito de siete hermanos en una familia de comerciantes y financieros. Por imperativos económicos, su familia se trasladó a España en 1835, instalándose en Málaga, ciudad en la que Haes tomó sus primeras nociones de dibujo del pintor canario Luis de la Cruz y Ríos (1776-1853). Su segundo maestro fue, coincidiendo con su regreso a Bélgica en 1850, Joseph Quinaux (1822-1895), pintor belga que le guiaría durante los cinco años de estancia en su país de origen. En ese periodo Haes visita los estados vecinos y pinta sus primeros paisajes —de espíritu tardorromántico— y llega a participar en el Salón de Amberes de 1855.
En 1855 regresó a España, donde hizo amistad con Juan Federico Muntadas, heredero, tras la Desamortización del Monasterio de Piedra, recinto en el que ambos pasaron el verano de 1856, donde entre los muchos apuntes y cartones que pintó puede mencionarse la Vista tomada en las cercanías del Monasterio de Piedra, Aragón, que llevado luego a lienzo fue premiado con una primera medalla en la Exposición Nacional de 1858.

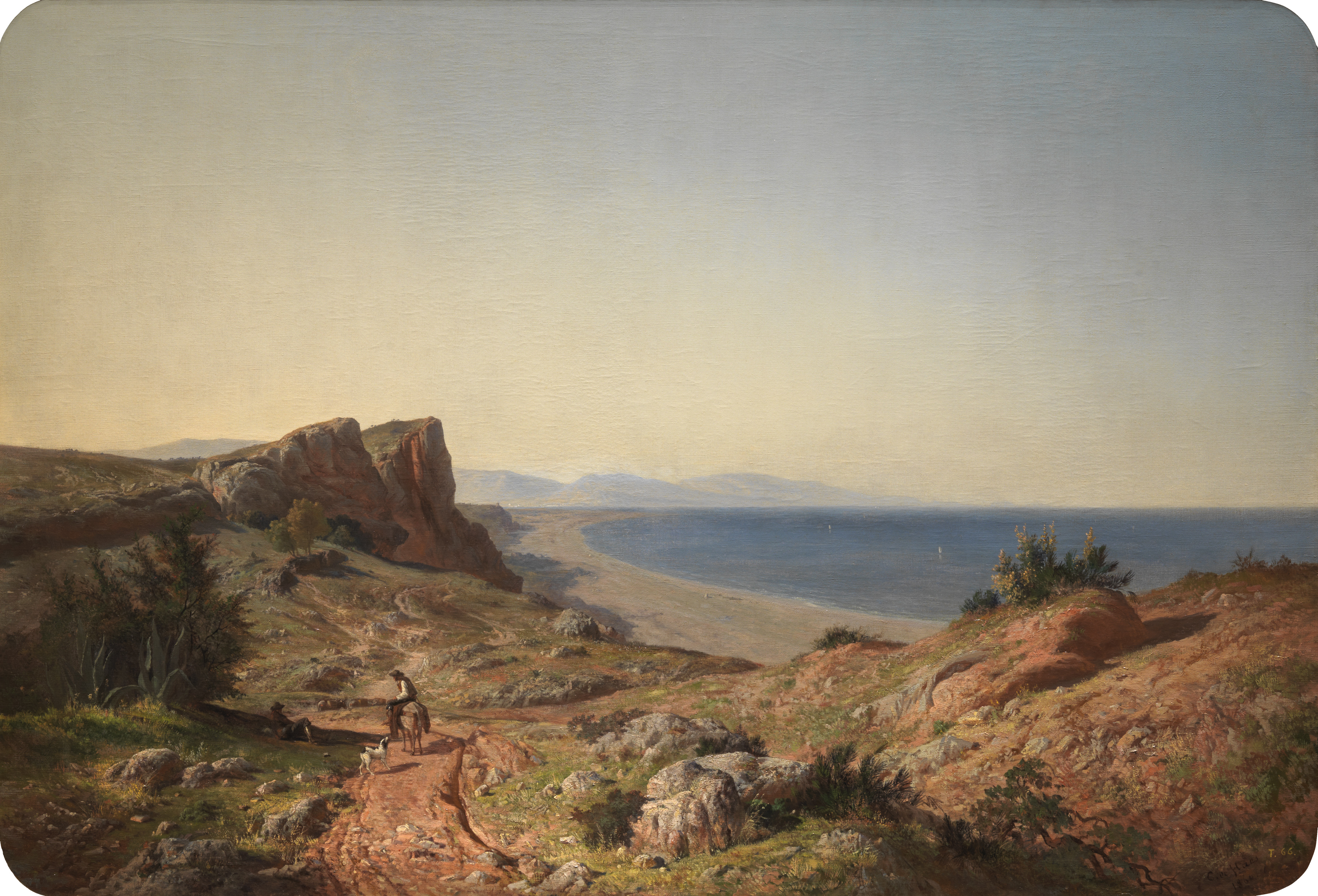
Un paisaje. Recuerdos de Andalucía, costa del Mediterráneo, junto a Torremolinos, 1860, ganador de la Primera Medalla en los Premios de pintura en las Exposiciones Nacionales de Bellas Artes de España.

En 1857 ganó la oposición a la Cátedra de Paisaje en la Escuela Superior de la Academia de Bellas Artes de San Fernando, por lo que se instaló definitivamente en Madrid. Un año después consiguió el primer galardón en la Exposición Nacional Española. Culmina este buen periodo de su vida en 1860, cuando fue elegido académico de número en San Fernando. Su discurso de ingreso, titulado "De la pintura de Paisaje Antigua y Moderna", constituye un excelente autógrafo de su ideología pictórica. En ese mismo año 1860 publica 19 grabados al aguafuerte en la revista El Arte en España; los recopilará en el tomo Ensayos de Grabado al agua-fuerte, publicado en 1862 y del que se producirán otras dos ediciones ampliadas, en 1898 y en el periodo 1911-1932.  
Entre 1871 y 1876, extendiendo el radio en el que Haes y sus alumnos
hacen excursiones de pintura al aire libre, el maestro promovió campañas veraniegas en el Norte de España (Picos de Europa, País Vasco) que luego, rodeado de alumnado más selecto,  se extendieron al País Vasco francés, Bretaña, Normandía y Frisia, al norte de Holanda. Estas experiencias plenairistas supondrían la formación en el ejercicio de la pintura del natural de toda una generación de paisajistas que constituye la mayor antología de la pintura española al aire libre.
El 15 de noviembre de 1875, Haes se casó con Inés Carrasco Montero. Efímero matrimonio pues, en octubre de 1876, esposa e hija mueren de sobreparto. El viejo Beruete y el joven Jaime Morera serán a partir de ese momento sus compañeros de viaje, especialmente el catalán. Viajes sentimentales y reales que Haes realizaría entre 1877 y 1884, desentrañando el paisaje de Normandía (Villerville), Frisia, País Vasco (Guetaria, San Juan de Luz, Eaux-Bonnes), y Bretaña (Rouen, Douarnenez). Los últimos bosquejos conocidos de Haes se fechan en 1897, durante una estancia en Algorta, al cuidado de Morera y su esposa en la finca de "Jardigane".  

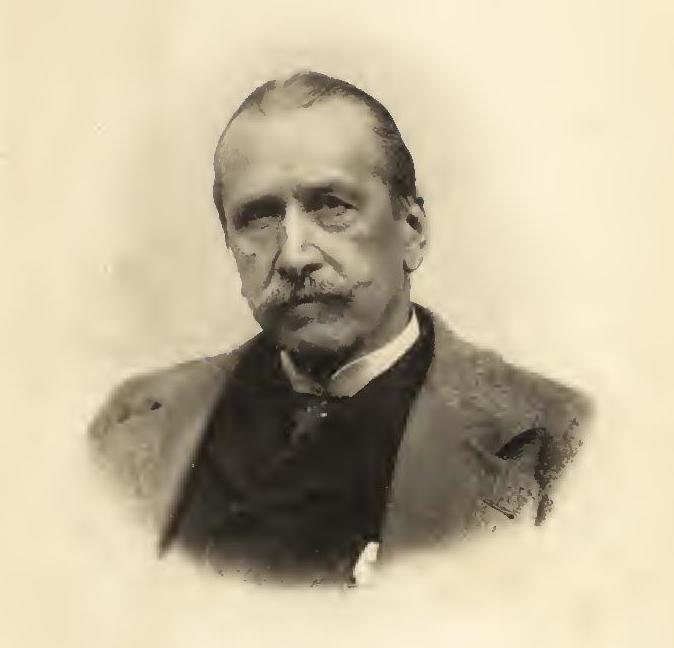
Fotografía de Haes en un catálogo de una exposición de 1899.

Haes murió, víctima de una pulmonía, a los setenta y dos años de edad. Su testamento autógrafo dejaba a Jaime Morera y a Luis Roig —como albaceas aún vivos— en libertad para el reparto de todos sus bienes y la recomendación de algunas preferencias. Finalmente fue Morera el gran gestor del legado, consiguiendo que se dispusiera una "Sala Haes" en el recién creado Museo de Arte Moderno. Las buenas intenciones de Morera y el resto de alumnos fieles a Haes no pudieron evitar que el fabuloso legado del maestro se dispersara en los años siguientes.
Lo mejor de su extensa obra (cuatro mil cuadros y apuntes) se puede ver en el Museo de Málaga, en el Museo de Arte Jaime Morera (legado Jaime Morera, 80 piezas) y en el Museo del Prado, que recuperó 183 obras del conjunto originalmente donado al desaparecido Museo de Arte Moderno.

## Obra

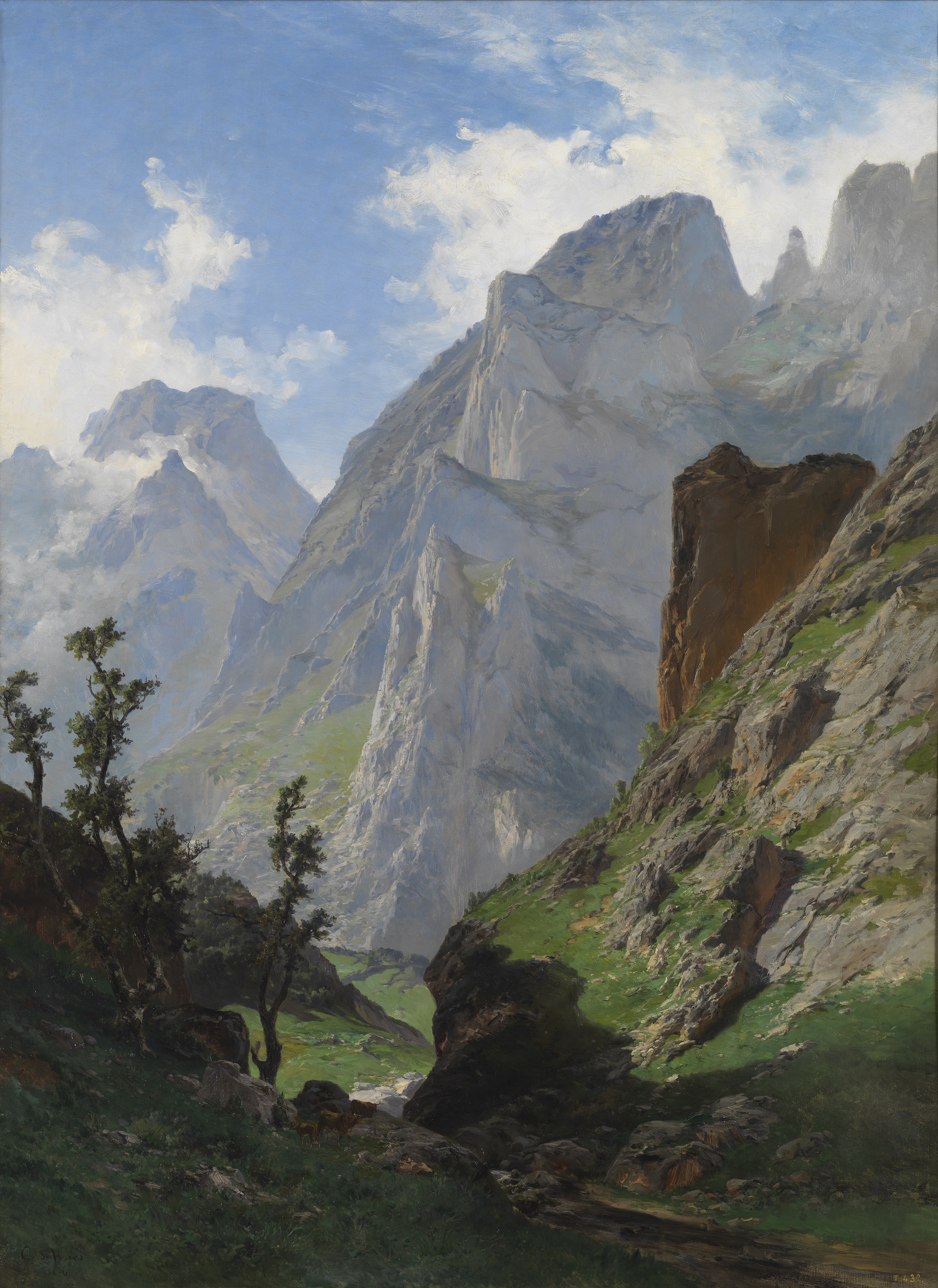
La canal de Mancorbo en los Picos de Europa, óleo sobre lienzo, 1876. Museo del Prado.

Siguiendo el ideal académico, Haes consideraba que "el fin del arte es la verdad que se encuentra en la imitación de la naturaleza, fuente de toda belleza, por lo que el pintor debe imitar lo más fielmente posible la naturaleza, debe conocer la naturaleza y no dejarse llevar por la imaginación".
No se le ha considerado plenairista a la francesa, pues era partidario de trabajar del natural solo los bocetos preparatorios, mientras que el cuadro final debía, según él, ser acabado con el trabajo clásico de taller. Sin embargo, la mayoría de sus alumnos practicaron dicho plenairismo sin entrar en convenciones teóricas o dogmáticas, pintando del natural "al aire libre" («au plein-air») y dejando —algunos de ellos— uno de los más ricos capítulos del impresionismo español.

### Secreto revolucionario
De "revolución sin desafíos", en el género del paisaje, podría calificarse la trayectoria docente del maestro Haes.
A su llegada a España, la pintura oficial estaba representada por Vicente Camarón y Fernando Ferrant. La revolución personal de Haes emanó directamente de su entusiasmo, de sus indudables dotes y de su atractiva personalidad social. Sus campañas —de vocación plenairista— y la propuesta de un contacto directo con la naturaleza (algo que en España solo habían practicado oficialmente Martín Rico y su malogrado amigo Vicente Cuadrado), resultaron un incentivo irresistible para las jóvenes generaciones de paisajistas y para otros pintores "vocacionales" o aficionados que, por su desahogada situación económica, no necesitaban someterse a los corsés y directrices estéticas tradicionales de la Academia, el mercado del arte y la crítica oficial. Los nuevos métodos de acercamiento casi lúdico a los escenarios naturales coincidirían con los postulados de la ILE (enmarcados ya en un futuro próximo a las correrías pictóricas de Haes).
Quizá el dato más significativo del secreto gusto plenairista de Haes fue el celo con que atesoró hasta su muerte su colección de pequeños estudios, pintados «in situ», simples ejercicios de reto personal ante el placer estético y la seducción de la naturaleza.

## Galería

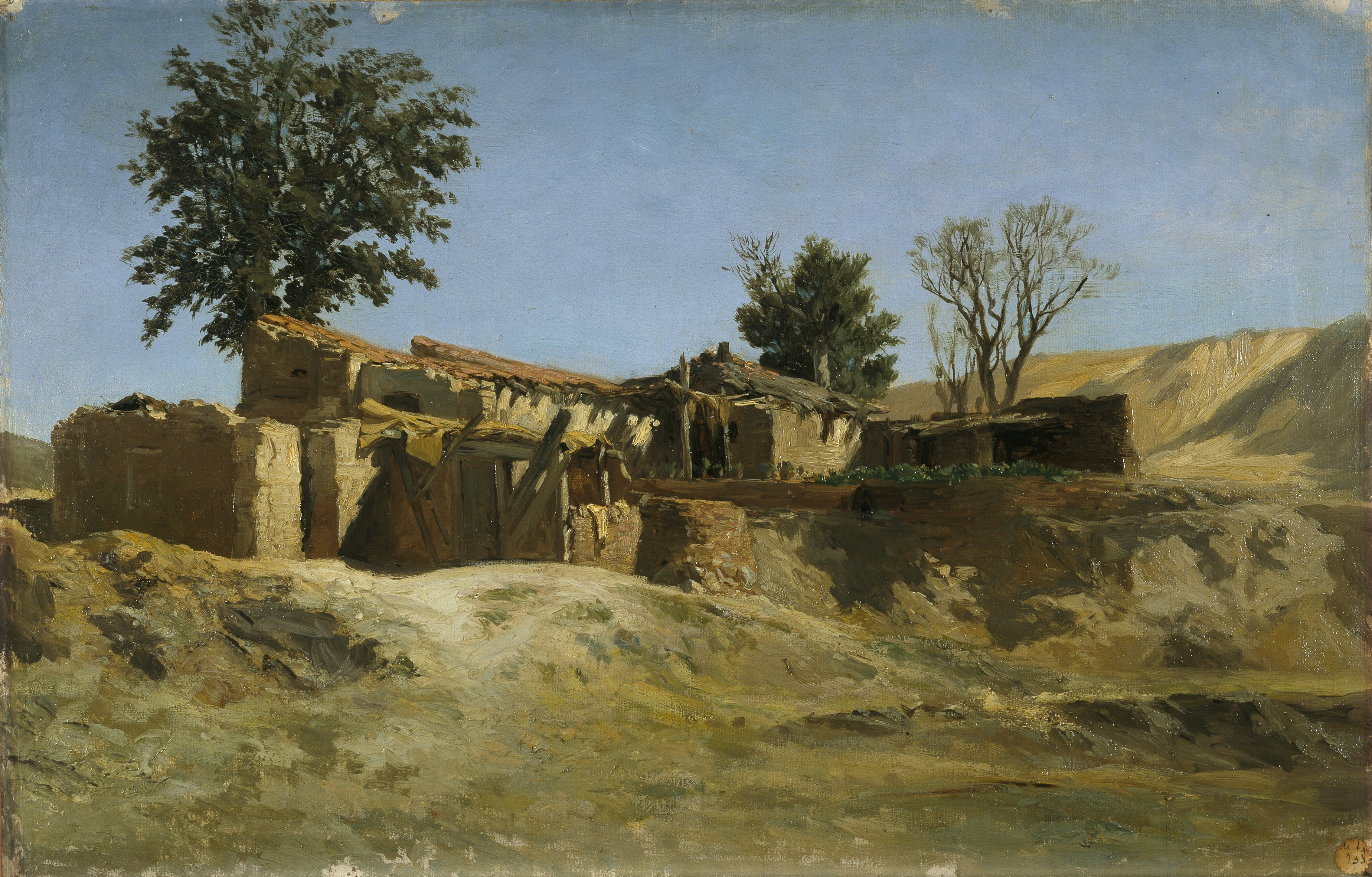
Tejares de la Montaña del Príncipe Pío
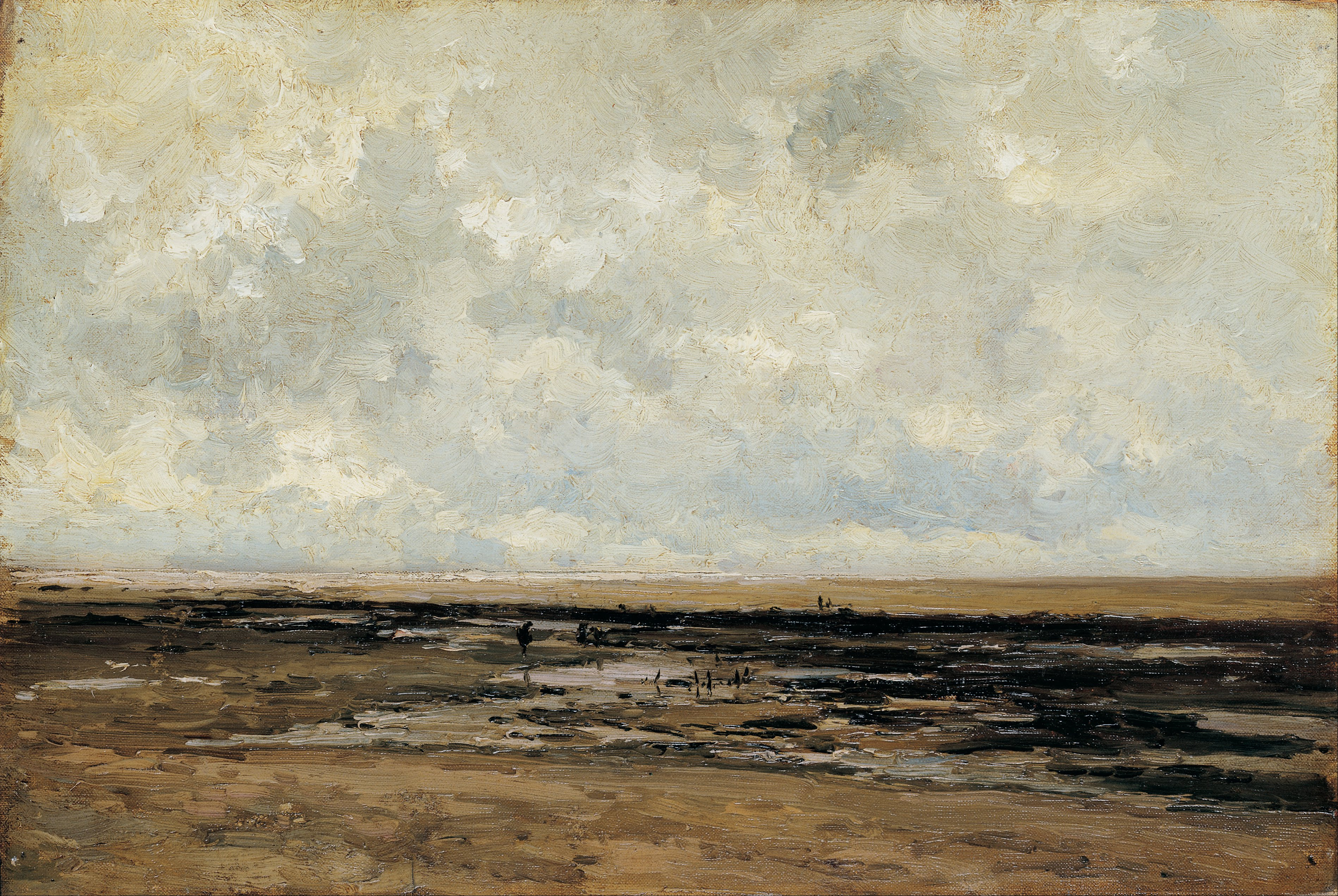
Villerville, Normandía
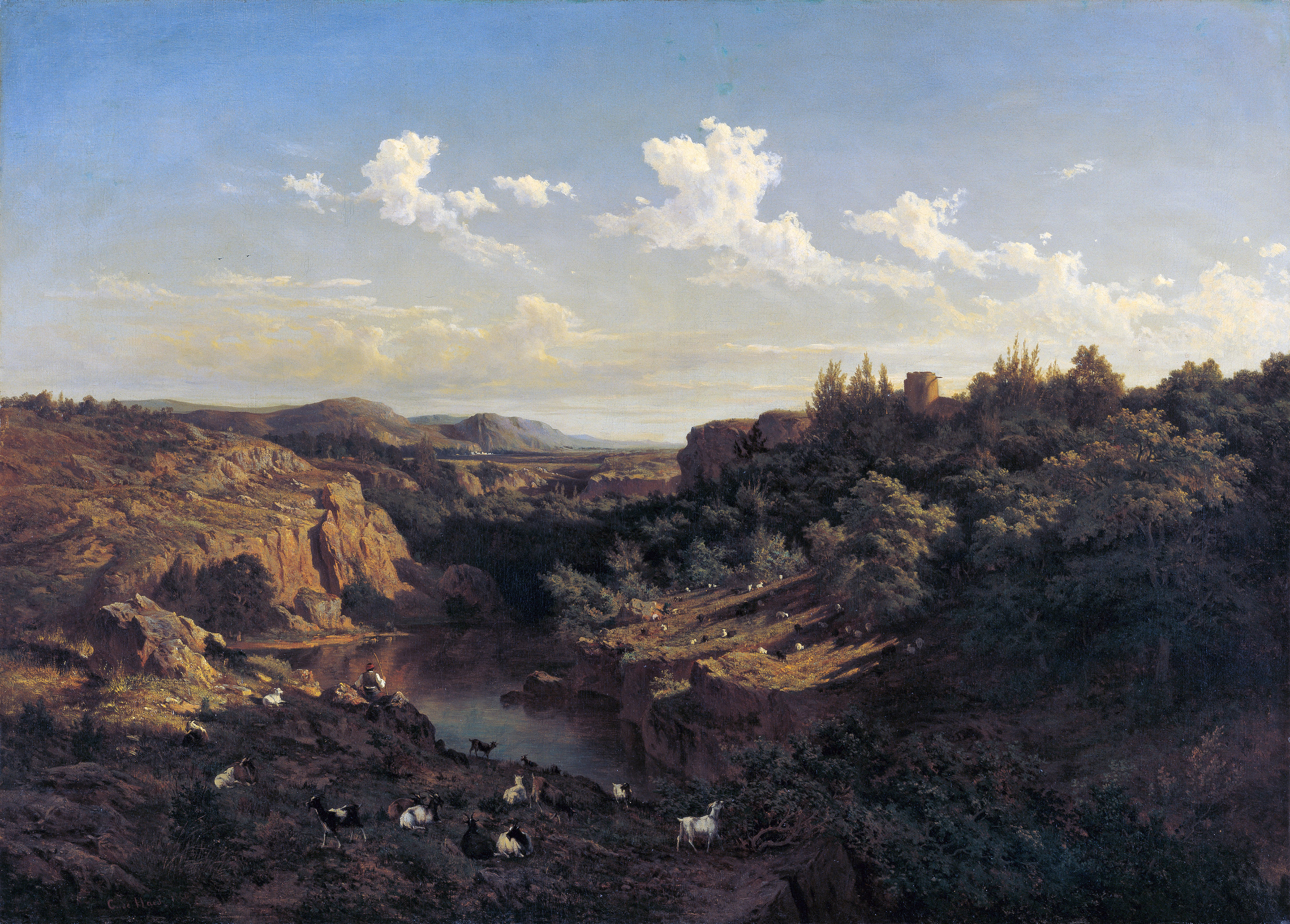
Vista del Monasterio de Piedra
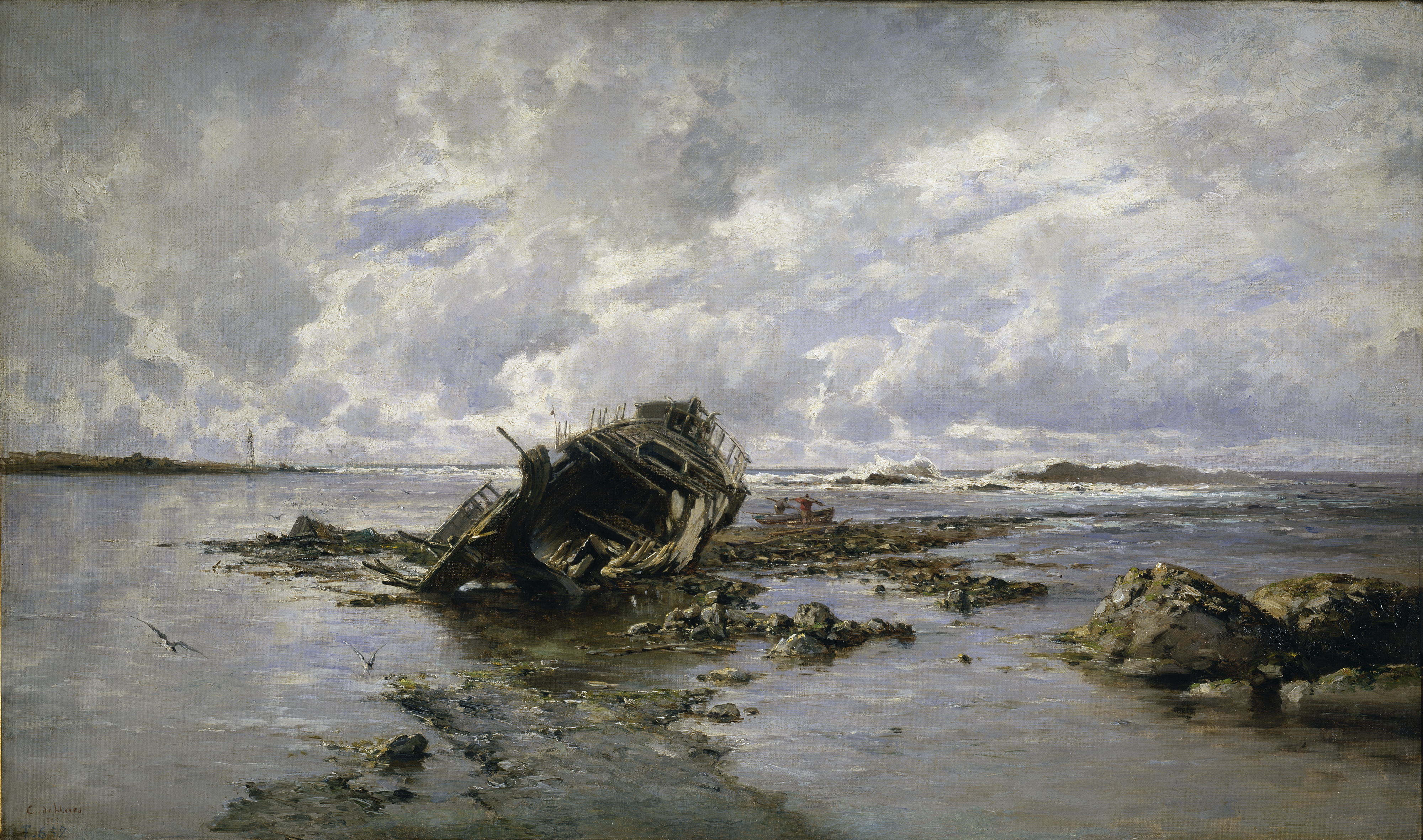
Un barco naufragado
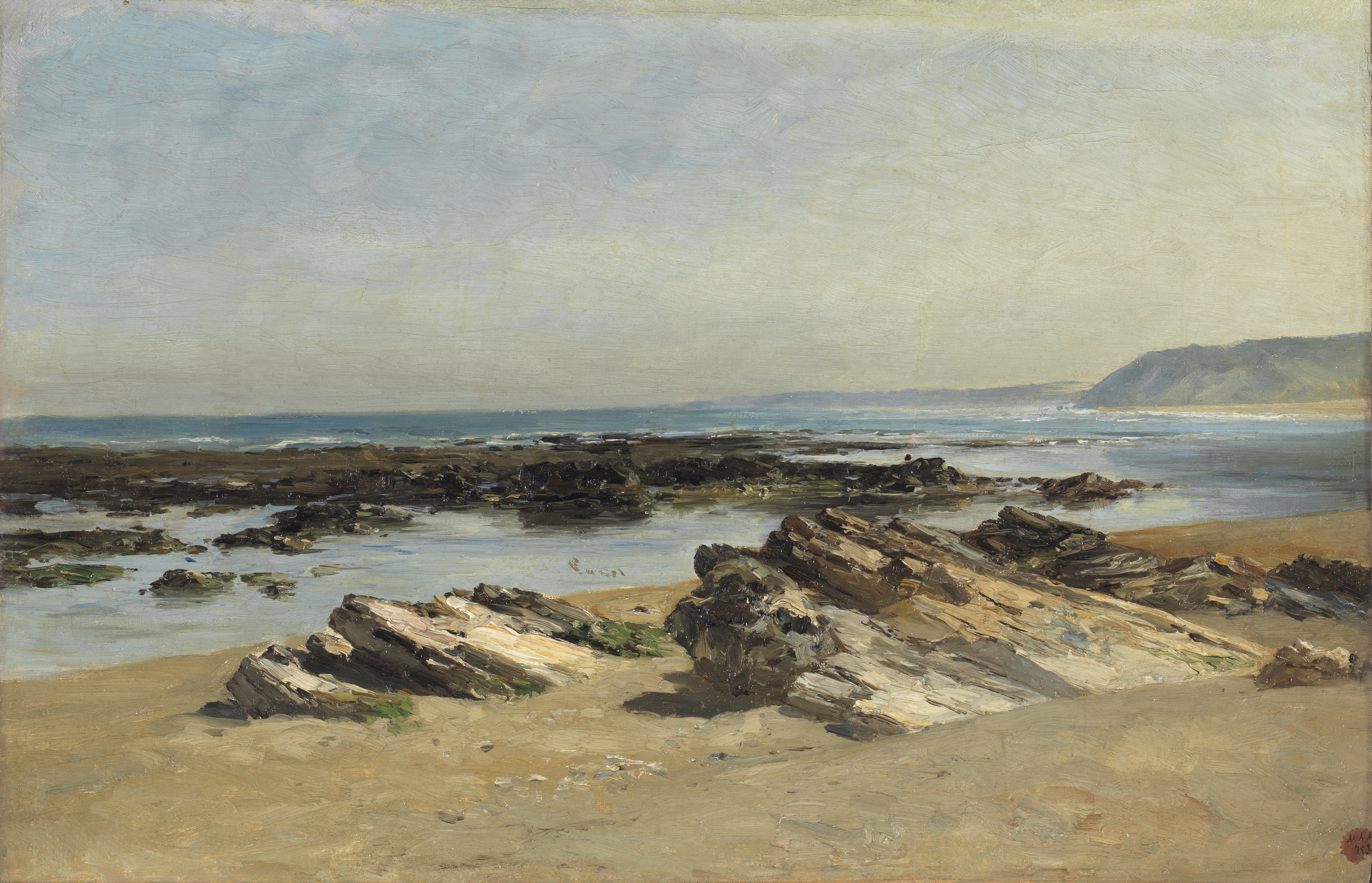
Bajamar (Guéthary)
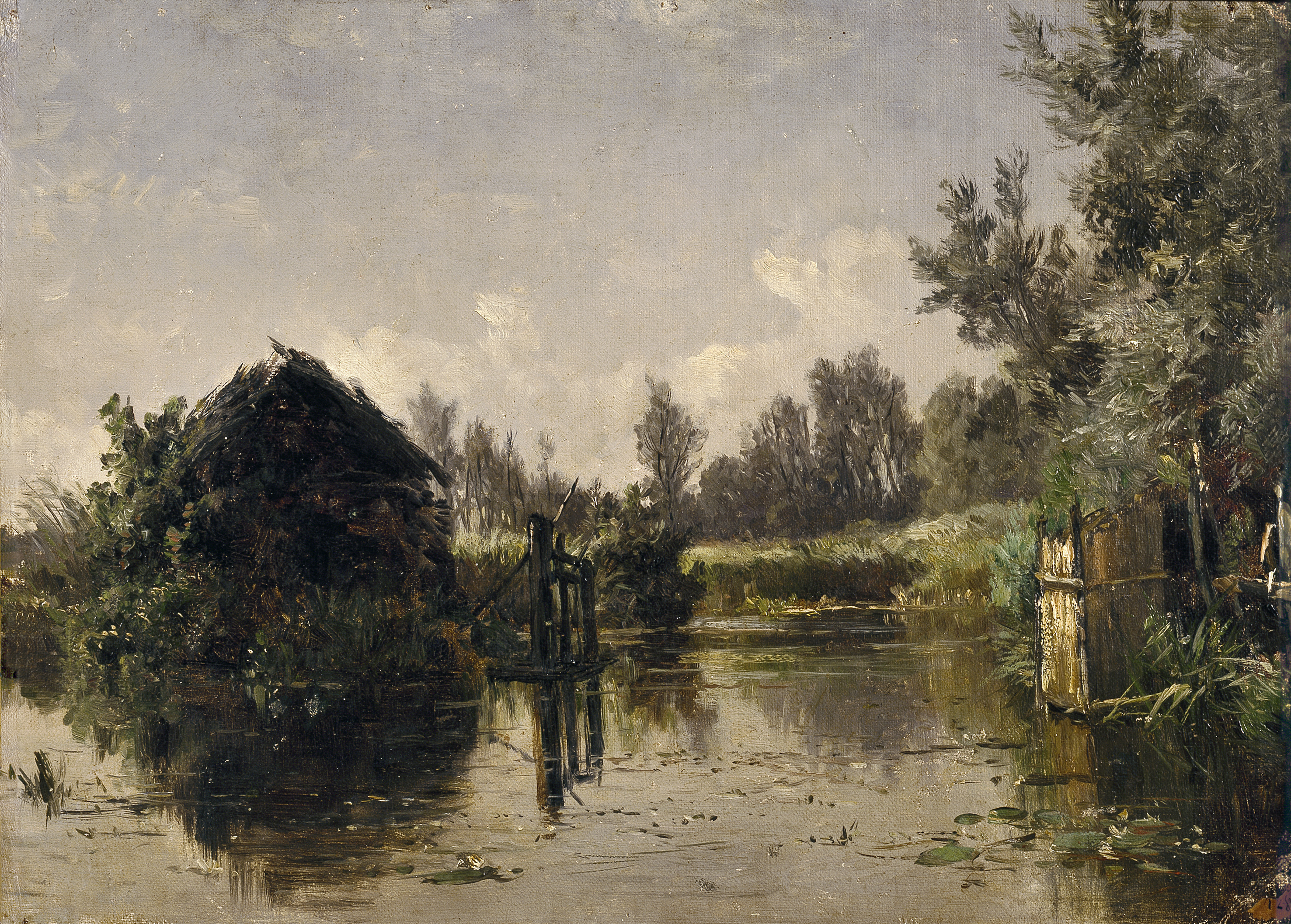
Canal abandonado. Vriesland
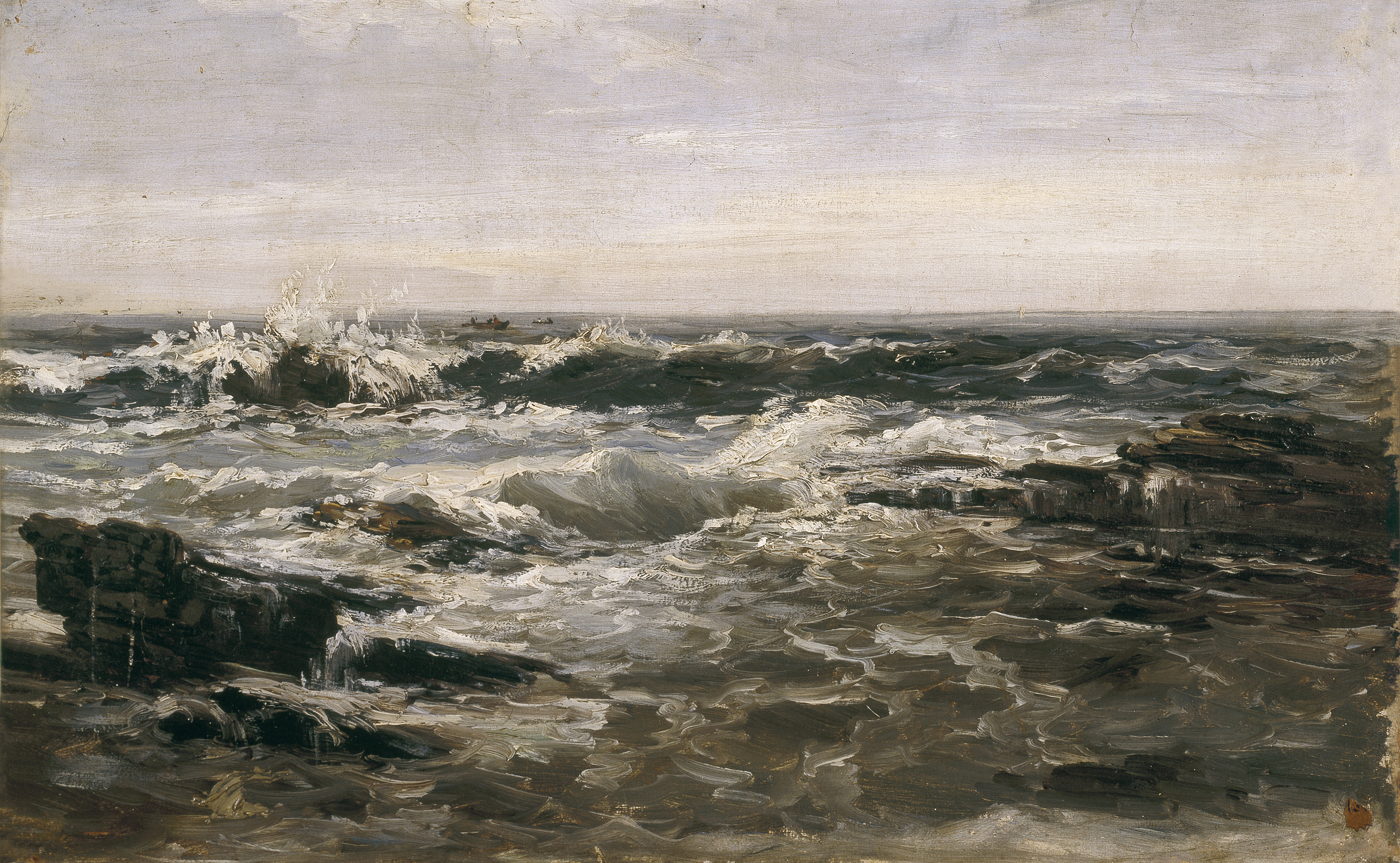
Rompientes